# 1966 în artă
← 1963 în artă — 1964 în artă — 1965 în artă ——  1966 în artă  —— 1967 în artă — 1968 în artă — 1969 în artă →
1969 în artă implică o serie de evenimente:

## Evenimente

### Evenimente artistice oriunde
Fără date precise 

## Nașteri

### Ianuarie - iunie
- 1 ianuarie –
- 31 februarie –
- 13 mai –
- 23 iunie –

### Iulie - decembrie
- 3 iunie –

- 6 octombrie –
- 30 noiembrie –

## Decese
- 13 martie –
- 18 mai –
- 3 septembrie –
- 19 decembrie –

## Galerie (lucrări din 1966)
- Lucrări reprezentative